# 徹別岳
徹別岳（てしべつだけ）は、北海道の釧路市にある標高877.0mの山である。山頂には二等三角点「徹別岳」が設置されている。

## 概要
雌阿寒岳から南に伸びる尾根から少し釧路市側に逸れた山である。白糠町・釧路市の境を走る白糠山地の最高峰であるが、白糠山地は白糠丘陵の一部として区分されることがあり、白糠山地を含めると一般的に白糠丘陵の最高峰とされるウコタキヌプリ（747m）よりも徹別岳の方が高くなる。
かつてはアイヌ語で「徹別川の源頭」を指す「テㇱュペッヌプリ」と呼ばれており、徹別川の名前は「tes-pet（梁・川）」に由来する。

## 登山
登山道は無いが藪漕ぎ箇所はそこまで多くないため無雪期に登られることも少なくない。飽別白水林道を進み飽別川支流の上ノ沢から登り始め、尾根に登った後に尾根伝いで山頂へ至る。